# ام‌ای‌آر پروتئوس
ام‌ای‌آر پروتئوس (به انگلیسی: MAR Proteus) یک کشتی است که طول آن ۱۰۰ فوت (۳۰ متر) می‌باشد.